# Santo Boma (dorp)
Santo Boma is een dorp in Wanica, Suriname. Het ligt ten westen van Lelydorp.
Medio jaren zestig werd in Santo Boma een proefbedrijf in de aanplant van bananen (bacoven) opgezet met een omvang van 250 hectare. Boeren konden hier een bedrijf van vier tot vijf hectare beginnen en kregen daarvoor opleiding.
Het dorp is vooral bekend als naamgever van het Huis van Bewaring Santo Boma. Hier zaten bekende gevangenen vast, onder wie Wilfred Hawker die met Surendre Rambocus in maart 1982 een tegencoup (Rambocuscoup) poogde tegen het militaire regime. Het is ook de plaats waar Desi Bouterse zich had moeten melden na zijn veroordeling, maar hij is nog voortvluchtig. Ook vormde het de filmlocatie voor de Nederlandse musical Bolletjes Blues (2006).
In Santo Boma staat sinds 2014 het eerste Surinaamse commerciële datacenter, Datasur, waardoor websites in Suriname zelf gehost kunnen worden.